# Euphorbia ceratocarpa
Euphorbia ceratocarpa es una especie fanerógama perteneciente a la familia Euphorbiaceae. Es nativa de Sicilia y sur de Italia.

## Descripción
Es una planta con hojas suculentas terminales en nodos sin espinas.

## Taxonomía
Euphorbia ceratocarpa fue descrita por Michele Tenore y publicado en Flora Napolitana 1: 268. 1811.
Etimología
Euphorbia: nombre genérico que deriva del médico griego del rey Juba II de Mauritania (52 a 50 a. C.-23), Euphorbus, en su honor —o en alusión a su gran vientre— ya que usaba médicamente Euphorbia resinifera. En 1753 Carlos Linneo asignó el nombre a todo el género.
ceratocarpa: epíteto
Sinonimia
- Euphorbia muscosa Ten.
- Tithymalus ceratocarpus (Ten.) Soják[3][4]